# Dead Girl
Dead Girl (Brasil: Mórbido Amor ) é um filme de comédia produzido nos Estados Unidos e lançado em 1996.